# Kazimierz Sulistrowski
Kazimierz Sulistrowski (ur. 1885, zm. 1955) – polski działacz samorządowy, prezydent Grodna (1933–1934) i Kalisza (1935–1937).

## Życiorys
Był synem warszawskiego przemysłowca i powstańca styczniowego Kazimierza Władysława Sulistrowskiego (1838–1910) i Tekli z Poraj-Rzeźnickich. Miał dwóch braci: Zygmunta Konstantego (1890–1921) – rotmistrza I Brygady Legionów Piłsudskiego i Maurycego Józefa (1896–po 1945) – dziennikarza i literata. Był żonaty z Jadwigą Marią z Olizarów. Ojciec amerykańskiego reżysera filmowego Zygmunta Sulistrowskiego.

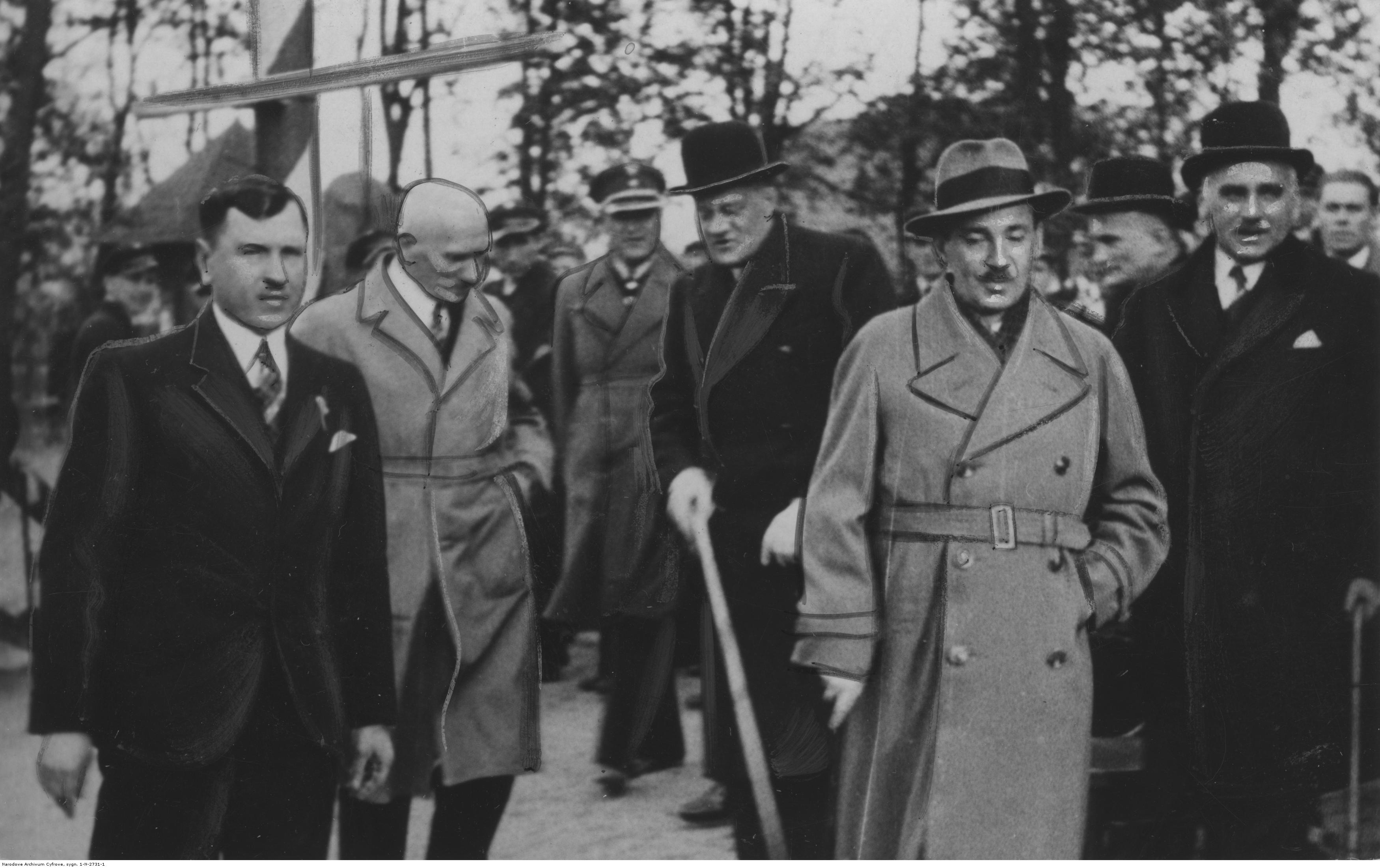
Minister Wacław Jędrzejewicz podczas zwiedzania przystani szkolnej w Kaliszu; prezydent Kalisza Kazimierz Sulistrowski pierwszy z prawej; maj 1935

W 1933 został mianowany przez rząd komisarycznym prezydentem Grodna – następcą Maurycego O’Brien de Lacy. Urząd pełnił do 1934. W grudniu 1934 Rada Miejska Kalisza wybrała go prezydentem miasta. Mimo iż wybór wzbudził kontrowersje wśród części radnych, którzy go oprotestowali, Sulistrowski przystąpił do sprawowania urzędu 6 lutego 1935. Jego następcą w październiku 1937 został Ignacy Bujnicki, zamordowany przez Niemców w 1939.